# 莫哈末丁·可达比
拿督莫哈末丁·可达比（1957年6月3日—），马来西亚从政者，为马来西亚全民党党员，现任拿笃国会议员兼沙巴州议会西加麦州议员。2018年至2020年，他曾担任马来西亚旅游、艺术及文化部长。

## 政治生涯

### 国会议员
莫哈末丁曾代表沙巴团结党竞选（1986年竞选拿笃州席，1990年国州兼攻），不过只于1986年当选为一届拿笃州议员。2018年马来西亚第十四届大选，莫哈末丁代表沙巴民族复兴党当选为沙巴诗南（2019年易名为拿笃）的国会议员。之后他在第七任首相马哈迪·莫哈末的内阁中出任马来西亚旅游、艺术及文化部长。官至政权易手，并由南茜苏克利接任。
任部长期间，他在2019年4月宣布有255项文化项目将被列为马来西亚国家遗产，其中有149项是已故巨星比·南利的作品。

### 州议员
2020年沙巴州选举，他代表民兴党当选为沙巴州议会西加麦的州议员。
2021年11月26日，莫哈末丁宣布正式加入土著团结党。他表示加入土团党是希望为其选区争取发展和改变，而他解释自退出民兴党成为独立议员以来，就考虑加入执政党阵营，认为继续留在反对党阵无法为其选民带来发展和意义。
2022年6月28日，莫哈末丁宣布退出土著团结党。2个月后的8月28日，莫哈末丁宣布加入马来西亚全民党。

## 争议
2018年11月23日，传儿子私颁8政府工程，莫哈末丁指出他愿意针对该指控，接受马来西亚反贪污委员会调查。12月3日，莫哈末丁再次反驳有关外界指其儿子参与该部门决策的说法，同时透露反贪会并没有前往他的办公室进行调查。
莫哈末丁曾在2020年沙巴州选举前发表“拿笃丹道冲突是场戏”言论，引起争议。后他发文道歉，并指称自己当时的演讲遭到误解。